# 河合香織
河合 香織（かわい かおり、1974年 - ）は、日本のノンフィクション作家

## 来歴
1974年生まれ。神戸市外国語大学外国語学部ロシア学科卒。東京大学大学院学際情報学府修士課程修了。2004年のデビュー作『セックスボランティア』で注目される。2009年『ウスケボーイズ 日本ワインの革命児たち』で第16回小学館ノンフィクション大賞を受賞。
2010年から2年間、読売新聞読書委員を務める。2019年1月から日本経済新聞夕刊「プロムナード」（木曜日担当）連載。
2019年、『選べなかった命 出生前診断の誤診で生まれた子』で第50回大宅壮一ノンフィクション賞、第18回新潮ドキュメント賞を受賞。
2021年10月から毎日新聞日曜２面の「時代の風」を６〜７週に一回執筆。
2025年1月号から「中央公論」巻頭時評連載。

### 選考委員歴
- 2021年から山本美香記念国際ジャーナリスト賞選考委員[3][4]。
- 2024年から小学館ノンフィクション大賞選考委員。

## 著書
- 『セックスボランティア』新潮社 2004年、新潮文庫 2006年
- 『誘拐逃避行 少女沖縄「連れ去り」事件』新潮社 2007年　
  - 『帰りたくないー少女沖縄連れ去り事件』新潮文庫 2010年
- 『ウスケボーイズ 日本ワインの革命児たち』小学館 2010年、小学館文庫 2018年
- 『絶望に効くブックカフェ』小学館文庫 2017年
- 『選べなかった命ー出生前診断の誤診で生まれた子』文藝春秋 2018年、文春文庫 2021年
- 河岡義裕への聞き手『新型コロナウイルスを制圧する　ウイルス学教授が説く、その「正体」』文藝春秋 2020年
- 『分水嶺　ドキュメント コロナ対策専門家会議』岩波書店 2021年
- 『母は死ねない』筑摩書房　2023年
- 『老化は治療できるか』文春新書　2023年